# Deutsch-nauruische Beziehungen
Die Deutsch-nauruischen Beziehungen sind freundschaftlich, jedoch aufgrund der großen Entfernung zwischen beiden Staaten nur von geringer Intensität. Nauru war zwischen 1888 und 1914 eine deutsche Kolonie, was die Insel langfristig prägte. Danach kam es noch zu gelegentlichen Kontakten. Nach der Unabhängigkeit von Nauru wurden 1979 diplomatische Beziehungen zu der Bundesrepublik Deutschland aufgenommen. Die diplomatischen Beziehungen zu Nauru werden heute von der deutschen Botschaft in Canberra aus gepflegt, dessen Botschafter über eine Nebenakkreditierung in Nauru verfügt.

## Geschichte

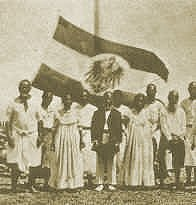
Deutsche Annexionszeremonie in Nauru; in der Mitte König Auweyida

Nauru wurde Ende des 18. Jahrhunderts von Europäern entdeckt. Diese Kontakte brachten neben Alkohol auch europäische Waffen auf die Insel, was zu verheerenden Stammeskriegen führte, welche die Insulaner dezimierten. 1896 unterzeichneten das Deutsche Reich und das Vereinigte Königreich die Britisch-deutschen Erklärungen über den westlichen Pazifik, bei der sie den Westpazifik in politische Einflusssphären aufteilten, wobei Nauru in die deutsche Sphäre fiel. Den Stammeskrieg nahmen die Deutschen zum Anlass ein Schiff zu entsenden, um die Insel am 16. April 1888 in Besitz zu nehmen und Nauru zum kaiserlichen „Schutzgebiet“ zu erklären, welches den Marshallinseln angeschlossen wurde. In der Folgezeit wurden die Einfuhr von Waffen und Alkohol verboten und alle Waffen mussten bei den Besatzern abgegeben werden, was den Stammeskrieg beendete.
Der deutsche Kommissar setzte als Vertreter des Kaisers den Häuptling von Boe, Auweyida, und dessen Gemahlin Eigamoiya als Inselregenten (Häuptlinge) ein. Recht und Ordnung wurde von der Jaluit-Gesellschaft durchgesetzt, die wirtschaftliche Vorrechte erhielt. Mit der deutschen Kolonisierung kamen große Änderungen für die Bewohner. So wurden deutschsprachige Schulen eingerichtet und evangelische Missionare verbreiteten das Christentum. 1900 wurden auf der Insel Phosphatvorkommen entdeckt, die von der deutsch-britischen Pacific Phosphate Company ausgebeutet wurden. Zum Abbau siedelten die Deutschen chinesische Arbeiter auf der Insel an. Der Phosphatbergbau prägt die Wirtschaft der Insel bis weit ins 20. Jahrhundert, führte jedoch schließlich auch zu erheblichen Umweltschäden. Ab 1906 wurde Nauru von Neuguinea aus verwaltet. 1908 wurde ein Postamt errichtet und 1913 eine Funkstation in Betrieb genommen. Im folgenden Jahr begann jedoch der Erste Weltkrieg und die Insel fiel kampflos an Australien, das alle deutschen Kolonialbeamten ausweisen ließ.
Während des Zweiten Weltkrieges kam es im Dezember 1940 zu deutschen Angriffen auf Nauru, wobei Hilfskreuzer den Phosphatabbau auf der Insel ins Visier nahmen. Die Angriffe verursachten große wirtschaftliche Schäden und galten als der erfolgreichste deutsche Angriff im Pazifik im Zweiten Weltkrieg. Nauru erlangte seine Unabhängigkeit von Australien schließlich 1968. Am 15. April 1979 nahm der unabhängige Staat diplomatische Beziehungen zur Bundesrepublik Deutschland auf. Zwischen 1984 und der deutschen Wiedervereinigung bestanden auch offizielle diplomatische Beziehungen zur DDR. Im 21. Jahrhundert sind beide Länder Partner bei der Bewältigung der Folgen des Klimawandels geworden. Nauru gründete 2018 gemeinsam mit Deutschland die UN-Freundesgruppe „Klima und Sicherheit“, bei der Nauru den Co-Vorsitz hält. Im Juli 2019 nahm der nauruische Staatspräsident Baron Waqa an der vom Auswärtigen Amt organisierten „Berlin Climate and Security Conference“ teil.

## Wirtschaftsbeziehungen
Das Volumen des gegenseitigen Handels ist gering. Deutschland exportierte 2024 Waren im Wert von 207.000 Euro nach Nauru und importierte im Gegenzug Waren im Wert von 7.000 Euro aus Nauru. Über seine Beiträge zum „Neighbourhood, Development and International Cooperation Instrument“ der Europäischen Union leistet Deutschland Nauru Entwicklungshilfe.